# Органџалија
Органџалија (мкд. Органџали, тур. Urgancılı) је насеље у Северној Македонији, у југоисточном делу државе. Органџалија је насеље у оквиру општине Дојран.

## Географија
Органџалија је смештена у југоисточном делу Северне Македоније, близу државне границе са Грчком (4 km источно од села). Од најближег града, Ђевђелије, насеље је удаљено 50 km североисточно.
Насеље Органџалија се налази у историјској области Бојмија. Насеље је положено у јужној подгорини планине Беласице, на приближно 420 метара надморске висине. 
Месна клима је измењена континентална са значајним утицајем Егејског мора (жарка лета).

## Становништво
Органџалија је према последњем попису из 2002. године имала 21 становника. 
Већинско становништво у насељу су Турци (100%).
Претежна вероисповест месног становништва је ислам.